# Violadores del Verso

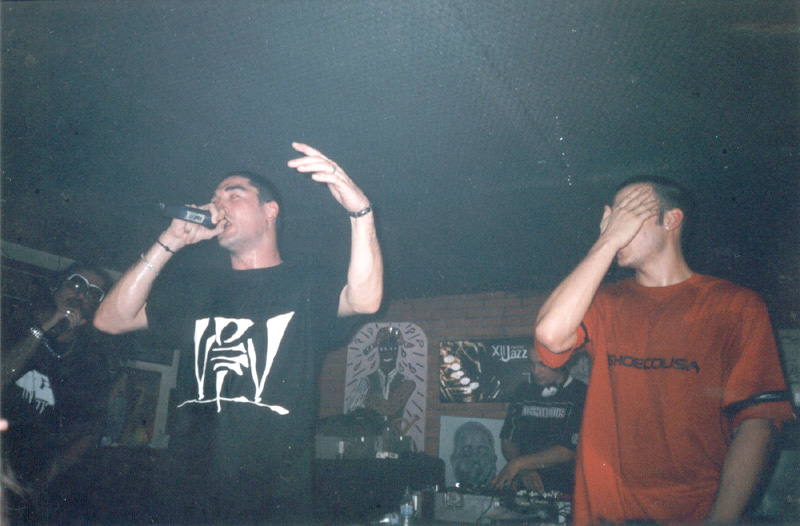
Violadores del Verso el 2002

'Violadores del Verso' (que en català seria Violadors del Vers), V de V o Doble V (amb problemes de copyright per aquesta última denominació amb coincidir la nomenclatura amb el nom d'una marca de whiskey) són un grup de rap de Saragossa. Format per Hate (o Sho Hai) (Sergio Rodríguez, MC), Kase-O (Javier Ibarra, MC), Lírico (David Gilaberte, MC) i R de Rumba (Rubén Cuevas, DJ i productor). El seu manager es José Ramón Alconchel.
Fan un hip hop agressiu amb fortes crítiques que quasi sempre es podria qualificar com Hip hop hardcore, dels més importants dins del panorama del hip hop d'Espanya.

## Discografia
Com Violadores del Verso:
- Violadores del verso (EP) (Avoid, 1998)
- Violadores del Verso presenten a Kase-O en: Mierda (Maxi) (Boa Music, 1998)
- Genios (LP) (Avoid, 1999)
- Violadores del Verso + Kase-O Mierda (Reedició, (Boa Music, 2001)
- Tú eres alguien/Bombo clap (DVD en directe) (Rap Solo/Boa Music, 2002)
- Vivir para contarlo / Haciendo lo nuestro (Maxi) (Rap Solo/Boa Music, 2006) (Disc d'Or)
- Vivir para contarlo (LP) (Rap Solo/Boa Music, 2/11/2006) (Disc d'Or)
- Vivir para contarlo (LP/DVD) (Rap Solo/Boa Music, 12/12/2007)

Com Doble V:
- Atrás (Maxi) (Rap Solo, 2001)
- Vicios y Virtudes (LP) (Rap Solo/Boa Music, 2001)

## Discografies en solitari

### Hate
Amb Bufank:
- Bufank (maqueta) (1996)
- Doble Vida (2011)
- La última función (2017)

### Lírico
Amb Gangsta Squad:
- ... Es tan solo un aviso (maqueta) (1994)
- Un antes y un despues (2012)

### Kase-O
- Dos Rombos (maqueta) (1994)
- Rompecabezas (maqueta) (1992)
- El Círculo (disco) (2017)

### R de Rumba
- Reunión - Sistema R.A.P." (maxi) (Rap Solo, 2003)
- 1er contacto - Ley natura mantiene (maxi) (Rap Solo, 2004)
- R de Rumba (LP) (Rap Solo, 2004)

## Col·laboracions
- SFDK · Desde los chiqueros (2000)
- Hazhe · Con el micrófono en la mano (2000)
- Hablando en plata · A sangre fría (2001)
- Frank T · 90 kilos (2002)
- Chulito Camacho · Las heridas del corazón (2003)
- Gran purismo Suizaragoza II
- Recopilatori · Zaragoza realidad (2004)
- Recopilatori · Cuando la calle suena (2003)
- Elphomega · El Testimonio Libra (2007)
- Xhelazz · El soñador elegido (2007)

## Premis
- - Tenen un premi de MTV EMA como mejor artista español del 2007.
  - Premi de la Música al Millor Disc de Hip Hop, rebut per 'Vivir para contarlo'
  - Premi de música aragonesa.
  - Van guanyar la XI Edició dels Premis de la Música en la categoria de millor àlbum de hip-hop.
  - Se'ls va nombrar fills predilectes de Saragossa el 2009.
  - Premi millor execució tècnica en programa de TV pel concert 3d5 de Vivir para contarlo.